# 鹤壁职业技术学院
35°53′14″N 114°10′56″E / 35.8872361°N 114.1821356°E
鹤壁职业技术学院，是中华人民共和国的一所全日制公办专科大学，位在河南省鹤壁市。由河南省人民政府举办，并由河南省教育厅主管。学校成立于2001年。

## 历史
该校肇始于1959年成立的鹤壁市卫生学校:151、1974年11月成立的鹤壁市师范学校:203、1979年成立的鹤壁市教师进修学院:219以及河南广播电视大学的鹤壁工作站。2001年，鹤壁教育学院、鹤壁师范学校、鹤壁中等专业学校、鹤壁广播电视大学四校合并成立专科层次的鹤壁职业技术学院。
2015年，鹤壁职业技术学院与河南理工大学合作创办了河南理工大学鹤壁工程技术学院，開始提供本科教育。现今，鹤壁市人民政府也正在依托鹤壁职业技术学院与河南理工大学鹤壁工程技术学院，推进申建独立设置的省属本科大学。

## 现况
鹤壁职业技术学院为一所综合性的职业大学，开设了超过50个专科专业，分布在全校13个教学单位内；此外，学校还依托河南理工大学鹤壁工程技术学院，建立了数个理工科本科专业。